# Realtà aumentata (Subsonica)
| Recensione | Giudizio |
| ---------- | -------- |
| Newsic.it  | 7,50/10  |
| Ondarock   | 7/10     |
| Rockit     | Positivo |
| Rockol     | 7,5/10   |

Realtà aumentata è il decimo album in studio del gruppo musicale italiano Subsonica, pubblicato il 12 gennaio 2024 dalla Epic Records.

## Tracce
Testi di Massimiliano Casacci e Samuel Romano, musiche di Massimiliano Casacci, Davide Dileo, Samuel Romano, Enrico Matta e Luca Vicini. Tuttavia gli effettivi autori delle musiche sono indicati di seguito.
1. Cani umani – 3:31 (musica: Max Casacci)
2. Mattino di luce – 3:45 (musica: Max Casacci, Davide Dileo)
3. Pugno di sabbia – 3:36 (musica: Max Casacci)
4. Universo – 4:40 (musica: Davide Dileo, Max Casacci)
5. Nessuna colpa – 3:43 (musica: Samuel Romano)
6. Missili e droni – 4:17 (musica: Davide Dileo)
7. Scoppia la bolla (feat. Willie Peyote ed Ensi) – 4:39 (musica: Samuel Romano)
8. Africa su Marte – 4:41 (musica: Max Casacci)
9. Grandine – 3:18 (musica: Davide Dileo)
10. Vitiligine – 4:26 (musica: Max Casacci)
11. Adagio – 3:50 (musica: Davide Dileo)

## Classifiche
| Classifica (2024) | Posizione massima |
| ----------------- | ----------------- |
| Italia            | 5                 |